# Vance Astro
Mayor Vance Astro, nacido Vance Astrovik y apodado Major Victory, es un personaje ficticio, un superhéroe de Marvel Comics de la "Tierra-691" de la línea del tiempo del Universo Marvel, miembro fundador del grupo Guardianes de la Galaxia.

## Historia del personaje

### Comienzos
Vance Astrovik nació en Saugerties, Nueva York, el único hijo del carnicero Arnold Astrovik y su esposa Norma. Al entrar en la Fuerza Aérea de los Estados Unidos a la edad de 18 años, Astrovik (quien cambió su nombre al de Astro cuando tuvo 21 años) se convirtió en el hombre más joven en ser aceptado en el programa de entrenamiento de astronautas varios años más tarde. En 1988, Astro se ofreció como voluntario para la primera misión tripulada interestelar jamás llevada a cabo por los Estados Unidos, el Proyecto: Starjump.
Su nave, Odiseo I, no estaba equipada para ser más rápida que la velocidad de la luz, por lo que el viaje al vecindario interestelar más cercano a la Tierra, un planeta en el sistema Alfa Centauri, tomaría cerca de 10 siglos. Para protegerlo contra el envejecimiento, Astro estaba cubierto con un traje, el cual estaba hecho de una aleación de cobre para preservar la piel (la cual fue actualizada con adamantium en la serie de los Guardianes de la Galaxia), y su sangre fue transfundida con una especie de líquido conservante. Astro fue lanzado al espacio desde el aeropuerto de Houston en el otoño de 1988.
En su camino a Alfa Centauri, la nave automáticamente lo despertó de su animación suspendida para que él llevara a cabo los ajustes de rutina de los cursos. Durante los períodos en los que estaba despierto, a veces durante un año de duración, Astro finalmente se volvió loco por la soledad en varias ocasiones, regresando a la normalidad sólo después de que la nave lo pusiera de forma automática en animación suspendida otra vez. Durante sus largos períodos de constantes actividades en estado de sueño, los poderes psiónicos latentes de Astro surgieron. En el momento en que llegó a Centauro IV casi un millar de años más tarde, él tenía un control total sobre sus habilidades psicóquinéticas.

### Los Guardianes de la Galaxia
Al llegar, Astro se enteró de que la Tierra había llegado a Centauri IV hace unos doscientos años, habiendo desarrollado una impulsión más rápida que la luz desde el momento en que se fue. A pesar de que la Tierra fue incapaz de interceptar su vuelo, el pueblo Centauro le brindó la bienvenida de un héroe. Perturbado por su reputación, Astro estaba decidido a llevar a cabo la misión de clasificar la vida de las plantas que se le asignaron un milenio atrás, a pesar de que ahora sería superfluo. Mientras trabajaba en un estudio geofísico, él encontró a Yondu, uno de los humanoides nativos del planeta, quien lo atacó, pero él lo detuvo. Él mantuvo su secreto, ya que era ilegal para esta especie el ataque a un colono. Cuando los Badoon lanzaron un ataque contra Centauro IV, aniquilando a la colonia humana y metódicamente erradicando a los indígenas, Astro y Yondu trataron de escapar en la nave de Astro. Ellos fueron alcanzados y transportados a la Tierra, donde el Líder Badoon utilizó un dispositivo para mirar a través de la mente de Astro y ver su origen. Ahí escaparon en el año 3007 dC y se unieron a otros dos sobrevivientes de la masacre Badoon, el último joviano Charlie-27 y el último plutoniano Martinex para formar a los Guardianes de la Galaxia, con él mismo como líder. Después de liberar a la Tierra, los Guardianes se establecieron en un curso al azar por toda la galaxia, con la esperanza de preservar la libertad en todas partes, y luchar contra la conquista Badoon del sistema solar de la Tierra. Más tarde se reveló que Halcón Estelar manipuló los acontecimientos para unirlos.

### Regreso
Ocho años más tarde, Astro y los Guardianes de la Galaxia viajaron en el tiempo al siglo XXI, y conocieron a Los Defensores. Los Guardianes regresaron al año 3015 dC con Halcón Estelar y Los Defensores para derrotar a una nueva fuerza de invasión Badoon.
Más tarde, Astro y los Guardianes se aliaron con el viajero del tiempo Thor. Ellos lucharon contra Korvac y sus Secuaces Amenazadores. Astro a continuación viajó a la actualidad con sus compañeros Guardianes, y ayudaron a Los Vengadores en la batalla contra Korvac.
Años más tarde, en un viaje al Universo Marvel actual, Astro se encontró con su yo más joven y lo convenció de no unirse a la Fuerza Aérea. Él también despertó accidentalmente los poderes telequinéticos del joven Vance, garantizando la divergencia. El joven Vance Astrovik más tarde se uniría a los Nuevos Guerreros, primero como Marvel Boy, luego como Justice, y finalmente se convertiría en un miembro de Los Vengadores durante un corto tiempo (Debido a que todos los Guardianes de la Galaxia son Vengadores honorarios, Vance tiene la distinción de ser el único Vengador en aparecer dos veces en la lista—como sí mismo, y como Justicie).
Igualmente en el cómic "Lo mejor de Ultron", más exactamente en, "Ultron sin límites parte1, este mal renovado", se le aprecia uniéndose a la residencia de los vengadores en compañía de su pareja Firestar o Estrella de Fuego, en el cual también se le observa con una pierna rota, consecuencia de una pelea con Doomsday man en unas bodegas secretas de la A.I.M.

### El Escudo y el Traje
Después de regresar a su propio tiempo, Astro se involucró con su compañera Aleta después de haber sido liberada de su fusión física con su exmarido Halcón Estelar. Astro fue en una búsqueda para encontrar el escudo perdido del Capitán América. Él luchó contra Taserface y los Stark durante el viaje, y derrotó a los Stark. Luego, después de recuperar el escudo del Capitán América, él fue gravemente herido en una batalla contra una banda basada en Punisher. Vance fue curado por Krugarr, un antiguo aprendiz del Dr Extraño y el actual Hechicero Supremo, y fue liberado de su traje de contención. Más tarde, él adoptó un traje similar al del Capitán América para sostener el escudo y tomó el nombre de Major Victory.
Poco después, el hechizo de Krugarr fue retirado, y Vance comenzó a envejecer rápidamente. Él fue salvado por un traje simbiótico, al parecer de la misma especie de Venom. Sin embargo, se determinó más tarde que no era en realidad una forma de vida, pero estaba diseñado para responder al estado biológico del usuario.

### Los Guardianes Actuales
Vance es descubierto encerrado en el hielo de los asteroides Hydronis por el líder de los nuevos Guardianes de la Galaxia, Star-Lord. Astro confirma su identidad a la banda de alienígenas y posteriormente conversa con Mantis en la base de operaciones de los Guardianes, Knowhere. Mantis confirma que Astro ha sido desplazado temporalmente. Los Guardianes son entonces atacados por los Cardenales de la Iglesia Universal de la Verdad.
Vance más tarde se une a esta encarnación de los Guardianes de la Galaxia y ayuda a rescatar a Peter Quill de Blastaar. Más tarde se une al equipo de Rocket Raccoon en misión para detener la Guerra de Reyes. Después de que Adam Warlock pierde el control y se convierte en Magus, Vance es asesinado cuando su escudo es lanzado hacia él por Magus, abriendo su traje y haciéndolo envejecer rápidamente. Sin embargo, él es visto vivo después, pero en animación suspendida y como un preso de Magus, junto con Mantis, Phyla-Vell, Cosmo y Gamora. Él más tarde es liberado junto con los otros Guardianes a excepción de Phyla-Vell (aparentemente asesinada por el revivido Thanos), reencontrándose con la otra mitad del equipo. Después de que Thanos es incapacitado por Star-Lord, Major Victory y todos los otros Guardianes se reúnen en Knowhere. También se revela, durante un consejo de los Guardianes de Todas las Galaxia, que el Major Victory actual es una persona desplazada de tiempo de una dimensión alterna no identificada. Durante este consejo, otros tres Major Victory aparecen: uno idéntico al actual con el uniforme original, otro con el traje simbiótico de 1994 a 1995, y finalmente otro con el traje pre-simbiótico y con el uniforme temático del Capitán América.

## Poderes y habilidades
Vance Astro es un mutante que posee la habilidad psiónica de la psicokinesis, la capacidad de afectar la materia con su mente. Por alguna razón, los poderes psiónicos de Vance sólo pueden manifestarse como "rayos psiónicos", centrando rayos psicokinéticos de fuerza explosiva de conmoción, los cuales pueden interrumpir las sinapsis en la mente de cualquier ser vivo que lo ataque.